# 赞巴纳
赞巴纳（義大利語：Zambana），是意大利特伦托自治省的一个市镇。总面积11平方公里，人口1666人，人口密度151.5人/平方公里（2009年）。ISTAT代码为022225。